# Székely Sámuel (katonatiszt)
Székely Sámuel, Dobai Székely (Hunfalva, 1704. április 3. – Eperjes, 1779. január 28.) császári gyalogezredbeli kapitány, történeti forrásgyűjtő.

## Élete
Dobai Székely László és Draveczky Anna fia. Tanult Matthaeides és Toperczer tanárok alatt Eperjesen, később a hírneves Csécsi alatt Sárospatakon. A jogi tanulmányok elvégeztével három évet töltött Pesten mint gyakornok. Azontúl egyedül a tudományokkal foglalkozott, és Eperjesen a grammatikai osztály tanára volt 1741-ig. Ekkor kiütvén a porosz háború, Szirmay Tamás gyalogezredében főhadnagy, majd alszázados lett és Csehországban Prága ostromában és több csatában részt vett. Itt időzése alatt 1743-ban az altdorfi akadémia tagjává választották. 1746-ban a francia-spanyol háború kiütésekor Eszterházy József ezredével Olaszországba ment és 1750-ig tarózkodott ott, s közben megtanulta az olasz és francia nyelvet. 1753-ban nyugalomba lépett és Eperjesen telepedett le. Élete utolsó éveiben diplomatikai tudományokkal foglalkozott; okleveleket és érmeket gyűjtött. 
Három kötetnyi kézirata maradt hátra, melyben leírta magyarul háborús élményeit hazájában, továbbá Ausztriában, Németországban és Olaszországban. Jámbor Istenfélő ember volt, minden följegyzését Isten nevében kezdi. De azért élénken érdeklődött a művészetek iránt is, ahol megfordult nagy városokban, kolostorokban, alaposan megnézte a könyvtárakat.

## Művei
- Piis manibus ill. Dni Thomae Szirmai... Colonelli... IX. Julii MDCCXLIII. beate defuncti, cujus exuviae XXIX. Julii... fuere illatae... consecrabat (Altdorf, versben)
- Hadi embernek oktatása, mellyet magyar katona iffiúságnak kedvéért rövid irásba foglalt báro Fáber Kristián Farkas. Kassa, 1759; ezt követi: Felséges austriai háznak hadi artikulusai (névtelenül) Online
- Debreceni értelmiségiek levelei Dobai Székely Sámuelhez; sajtó alá rend., bev. Illik Péter; PPKE BTK, Piliscsaba, 2007 (Pázmány irodalmi műhely. Források)
- Dobai Székely Sámuel és Kaprinai István levelezése; sajtó alá rend. M. Horváth Mária; PPKE BTK, Piliscsaba, 2008 (Pázmány irodalmi műhely. Források)
- Dobai Székely Sámuel és Koller József levelezése; sajtó alá rend., bev., jegyz. Hencz Enikő; PPKE BTK, Piliscsaba, 2016 (Pázmány irodalmi műhely. Források)